# Problème des partis
Le  problème des partis est un problème mathématique portant sur les jeux de hasard. Il joue un rôle décisif dans l'histoire de la mathématisation du hasard et l'émergence d'une théorie mathématique du probable et du calcul des probabilités à partir des travaux de Blaise Pascal et de Christian Huygens au milieu du XVIIe siècle.

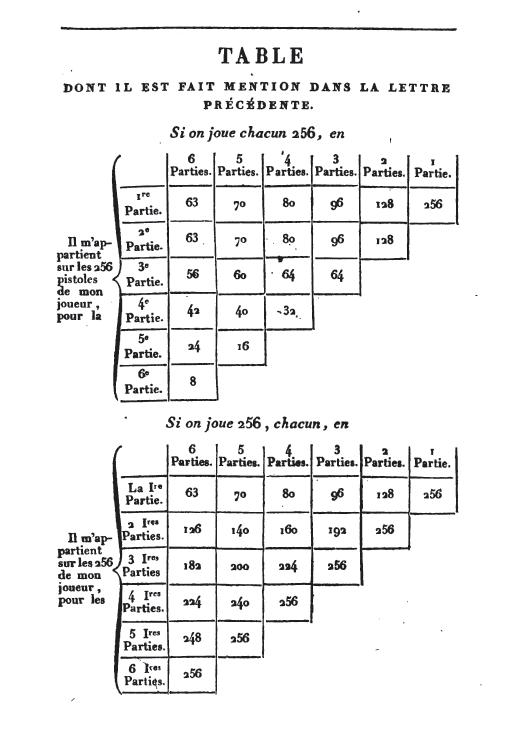
Page d'une copie de la première lettre de Pascal à Fermat

Le problème est d'apparence très simple.

## Formulation
Le problème des partis a été exposé par Blaise Pascal en 1654 dans sa correspondance avec Pierre de Fermat.
Le problème des partis, dans sa version la plus simple, est le suivant :

Deux joueurs jouent à un jeu de hasard en trois parties gagnantes, chacun ayant misé la même somme d'argent {\displaystyle m} ; or il se trouve que le jeu est interrompu avant que l'un des deux joueurs ait obtenu trois victoires et ainsi remporté la victoire et de ce fait la totalité des enjeux soit {\displaystyle 2m}. Comment, dans ces circonstances, doit-on partager les enjeux ?

La solution de Pascal, dans le cas le plus simple, c'est-à-dire celui où le jeu est interrompu lorsqu'un joueur a gagné deux parties et l'autre une (situation notée 2/1), consiste à considérer que si le jeu avait continué il y aurait eu deux situations possibles, 2/2 ou 3/1, selon que l'un ou l'autre des deux joueurs ait gagné cette partie, et cela avec un « hasard égal ». Or à 2/2 il serait équitable que chacun récupère sa mise, {\displaystyle m}, et à 3/1 le premier joueur serait vainqueur et recevrait la totalité des enjeux soit {\displaystyle 2m}. Ainsi y a-t-il deux cas aussi possibles l'un que l'autre, et le premier joueur pourrait obtenir aussi bien {\displaystyle m} que {\displaystyle 2m}; il est donc assuré de gagner au moins {\displaystyle m}. Quant à l'autre part des enjeux, {\displaystyle m}, il pourrait aussi bien l'avoir que ne pas l'avoir et il est équitable qu'il en prenne la moitié, {\displaystyle {\frac {m}{2}}}, son adversaire ayant donc droit à récupérer l'autre moitié. Dans la situation d'interruption du jeu à 2/1, le partage des enjeux doit donc se faire comme {\displaystyle {\frac {3m}{2}}} et {\displaystyle {\frac {m}{2}}}. 
Toutes les autres situations peuvent être analysées de la même façon à partir de celle-là.

## Rôle historique et épistémologique
Pascal a développé ces résultats dans le IIIe « usage » de son Traité du triangle arithmétique : « Usage du Triangle Arithmétique pour déterminer les partis qu'on doit faire entre deux joueurs qui jouent en plusieurs parties ». Par la suite, mis au courant des recherches de Pascal au cours d'un voyage à Paris en 1655, Christian Huygens publie en 1657 le premier ouvrage mathématique sur cette question, son Sur le calcul ès jeux de hasard, repris dans le livre de John Arbuthnot de 1692 et en première partie de l'Ars conjectandi de Jakob Bernoulli en 1713. 
Pendant trois siècles ce problème a été considéré par les historiens des mathématiques comme l'origine de la théorie des probabilités (calcul des chances ou calcul des probabilités) ; de manière beaucoup plus subtile Georges-Théodule Guilbaud a montré au milieu du XXe siècle comment il fallait relire ces questions de partage et les recherches de Pascal sur la « Géométrie du hasard » à la lumière de la théorie des jeux et dans le contexte juridique de la rupture des contrats aléatoires pour en estimer toute la capacité innovatrice. C'est un programme de recherche auquel va alors se consacrer, entre autres travaux, Ernest Coumet à partir du milieu des années 1960.

## Origines
D'après Pascal lui-même dans sa lettre à Fermat du 29 juillet 1654 c'est Antoine Gombaud, chevalier de Méré, qui lui a proposé ce problème, très probablement lors de leurs rencontres chez le duc de Roannez et de leurs échanges de réflexions sur les jeux de hasard et leurs affaires. 
On retrouve cependant la trace de ce problème chez plusieurs auteurs italiens de traités de mathématiques depuis la fin du XVe siècle : Luca Pacioli, Jérôme Cardan, Tartaglia, Peverone, une période pendant laquelle les différents auteurs proposent diverses solutions plus ou moins satisfaisantes et se critiquent. Depuis les travaux engagés par Laura Rigatelli sur les arithmétiques commerciales italiennes, on sait que ce problème apparait, dans la littérature italo-chrétienne des maîtres de calcul des marchands italiens, à la fin du XIVe siècle dans un contexte qui est celui de la rupture des contrats de compagnie, c'est-à-dire des contrats entre marchands qui s'associent dans une entreprise risquée. 
La question reste entière de savoir s'il existerait une origine arabo-musulmane de ce problème.

### Sources
- 1954 - Blaise Pascal, Œuvres complètes, Bibliothèque de la Pléiade, Gallimard. Nouvelle édition en 1998.
- 1970 - Ernest Coumet, "La théorie du hasard est-elle née par hasard?", Annales.E.S.C, Paris, p. 574-598.
- 1981 - Ernest Coumet, « Sur 'Le calcul ès jeux de hasard' de Huygens: dialogues avec les mathématiciens français (1655-57) », dans Huygens et la France, Vrin, 1981 (lire en ligne), p. 123-138.
- 1996 - Norbert Meusnier, « L'émergence d'une mathématique du probable au XVIIe siècle », Revue d'histoire des mathématiques, vol. 2, no 1,‎ 1996, p. 119-147 (lire en ligne).
- 2007a - Norbert Meusnier, « Le problème des partis peut-il être d'origine arabo-musulmane? », J.E.H.P.S, vol. 3, no 1,‎ 2007 (lire en ligne).
- 2007b - Norbert Meusnier, « Le problème des partis bouge… de plus en plus », J.E.H.P.S, vol. 3, no 1,‎ 2007 (lire en ligne).